# 藍與黑
《藍與黑》是中華民國作家王藍所著的長篇小說，被譽為四大抗戰小說之一。內容是孤兒張醒亞、孤女唐琪、千金大小姐鄭美莊「兩女一男」的故事，從對日抗戰時期開始，一直到國共內戰後，中華民國政府遷台的故事。小說有改編為電影《蓝与黑》，電視劇等。
小說《藍與黑》在1958年2月由王藍成立的「紅藍出版社」發行，之後版權轉渡給純文學出版社，在1977年8月再版；純文學出版社在1997年結束營運，《藍與黑》的版權轉讓給九歌出版社，有電腦排版的單行本（1998年1月增訂本）和上下兩集的豪華套裝（2005年）上市。

## 內容概要
全書長達四十二萬字，採第一人稱，時間為1937年對日抗戰爆發到1950年國民政府遷台，空間則橫跨天津、北平、重慶、上海到台灣。作者以孤兒張醒亞、孤女唐琪、千金大小姐鄭美莊「兩女一男」的「烽火戀」，時空環境涵蓋了中日戰爭、國共分裂等戰亂背景，將大時代與個人情感的變化揉合為一部長篇史詩般的小說。緊湊的情節描寫與扣合史實的時間軸發展，使得《藍與黑》在同時代的反共文學中可讀性甚高，深受讀者喜愛，持續流通至今。
小說開頭即以男主角張醒亞的自白陳述，透過愛情元素吸引讀者進入這部抗戰小說的世界中：
|                        | 一個人，一生只戀愛一次，是幸福的。 不幸，我剛好比一次多了一次。 |
| ——摘自《藍與黑》第一章 |                                                                 |

隨著時局演變，小說場景也來到抗戰時期的四川，以及國共對峙下的台北，這些場景轉換正好與國民政府的遷移史重疊。而小說結局停留在主角張醒亞，與身處滇緬邊區從事反共戰鬥行動的唐琪，彼此約定在「反攻凱旋的號角」後，重逢於兩人相遇的天津，暗示著政府「反攻大陸、光復祖國」的終將實現。這使得本書具備了呼應反共文藝政策的地位，而成為反共文學的經典作品。

## 角色
- 張醒亞：孤兒，由姑姑養大，年少時認識唐琪，並且一見鍾情。後來因故失散。對日抗戰爆發時，張醒亞離開家鄉，加入抗日軍，之後在重慶的大學唸書，認識鄭美莊，張醒亞在學校曾遭共產黨陷害，受到鄭美莊的鼓勵才再振作。因此張醒亞決定忘了唐琪，和鄭美莊相戀訂婚，但兩人的價值觀和生活都有相關差距。後來抗戰結束，張醒亞投身政治，立場反共。國民政府遷台後，鄭美莊先退到台灣，張醒亞由於飛機失事，失去一條腿，之後和鄭美莊因差異衝突而分手，張醒亞知道他喜歡的還是唐琪[6]。
- 唐琪：和張醒亞一樣也是孤兒，年少時認識張醒亞，和張醒亞相戀，並且表白。唐琪的家人希望唐琪嫁給親日人士，唐琪因此離開家，從事護士工作，在醫院被迷姦，之後無法擔任護士，轉為擔任演員、舞女、歌女。在對日抗戰時又和張醒亞重逢，知道張醒亞和鄭美莊有婚約。在國民政府遷台後，張醒亞設法聯絡到唐琪，唐琪要前往滇緬擔任醫護人員，答應張醒亞之後會返台[6]。
- 鄭美莊：家境富裕，父親曾是軍閥，後來投靠中央政府。和張醒亞在對日抗戰時，於重慶的大學認識，鄭美莊相當崇拜張醒亞，也因此張醒亞改變千金小姐的個性，因此兩人相戀，定有婚約。國共內戰時，鄭美莊的父親支持中國共產黨，鄭美莊最後接受張醒亞的勸告，兩人都退到台灣，但張醒亞斷腿，兩人生活困苦，後來鄭美莊離開張醒亞，另嫁他人。

## 戲劇演出
小說《藍與黑》在出版後，陸續改編成舞台劇、電影、電視劇等。
1960年代初期曾被改編並以話劇形式在臺灣演出，最初由曹健飾演張醒亞、傅碧輝飾演唐琪、錢璐飾演鄭美莊。1966年邵氏電影公司出品了同名電影，共分上下兩集（藍與黑、藍與黑續集），陶秦编剧及导演，林黛、关山主演，目前已發行DVD，獲得第十三屆亞洲影展最佳影片，音樂則有主题曲《藍與黑》、插曲《痴痴地等》、《何日君再来》等。1970年與1985年分別由台視與華視拍攝了電視劇版本。並在1990年代由漢聲劇團再度搬上舞台。

## 軼聞
- 2020年，台灣藝人歐陽娜娜於中共十一國慶中演唱愛國歌曲，引起台灣社會譁然。臉書粉專帳號「肯腦濕的人生相談室」翻出歐陽娜娜之父歐陽龍於1985年演出華視版電視劇《藍與黑》中張醒亞的台詞：「切莫因為貪圖利益而被中共利用。」反諷昔日反共的藝人及後代，如今成為台詞中的「投機份子，牆頭草」，令人不勝唏噓。相關影片及梗圖也成為嘲諷藝人的迷因素材。[11]

## 外部連結
- 九歌文學網：藍與黑 （页面存档备份，存于）
- 華視台史館：藍與黑
- 王藍【藍與黑】全文閱讀（好讀網站） （页面存档备份，存于）